# Гай Сулпиций Галба (авгур)
Вижте пояснителната страница за други личности с името Гай Сулпиций Галба.
Гай Сулпиций Галба (на латински: Gaius Sulpicius Ser. f. Ser. n. Galba) e политик на Римската република през 2 век пр.н.е.

## Биография
Произлиза от фамилията Сулпиции, клон Галба. Син е на Сервий Сулпиций Галба (консул 144 пр.н.е.) и брат на Сервий Сулпиций Галба (консул 108 пр.н.е.). Във фамилията му живее от 149 пр.н.е. и Квинт Сулпиций Гал, син на Гай Сулпиций Гал (консул 166 пр.н.е.).
Фамилията му притежава големи градини южно от Авентин, където стои един намерен гробен надпис. Друг надпис е намерен близо до Терачина до рождената къща на неговия роднина Галба, император през 68 г.
Около 143 пр.н.е. Сулпиций Галба е сгоден за Лициния, дъщеря на Публий Лициний Крас Муциан (консул 131 пр.н.е.). Сулпиций Галба е през 120 пр.н.е. квестор, след това става понтифекс. През 109 пр.н.е. той е осъден заради подкуп от нумидския цар Югурта, поради закона lex Mamilia от 110 пр.н.е.